# Fabien Vehlmann
Fabien Vehlmann, Quai des Bulles, Saint-Malo, 2010.
Fabien Vehlmann, (30 de Janeiro de 1972) é um escritor francês de banda desenhada, mais conhecido pelas séries Green Manor e Seuls. Yvan Delporte alcunhou-o de "o René Goscinny do terceiro milénio".

## Biografia
Fabien Vehlmann, nasceu a 30 de Janeiro de 1972 em Mont-de-Marsan, França, cresceu em Landes e no Saboia e estudou em Nantes (Audencia). Em 1996, participou num concurso para argumentista para a revista do  Spirou, mas foi eliminado pois não seguiu as normas exigidas. Apesar dessa reviravolta do destino, Fabien não desistiu e enviou toneladas de argumentos para a revista, até que finalmente, foi aceite um ano mais tarde. O seu trabalho começou a destacar-se e, rapidamente, começou a escrever para muitos desenhadores incluindo Eric Maltaite e René Follet. Em 1998 começou a escrever as crónicas de Green Manor, desenhada por Denis Bodart e pouco tempo depois, com Bruno Gazzotti, criou a série Seuls. Durante os 30 anos da revista Fluide Glacial, sem que o público compreendesse porquê, Fabien personificou Ludovic Vernoy , um leitor dessa revista, nascido a 1 de Abril de 1975. Posteriormente em 2006, associado a Yoann (desenhador), iniciou a série de banda desenhada Une Aventure de Spirou et Fantasio par ... criando uma versão do Spirou ao estilo hewlettienne (ex: desenhos de Gorillaz). Finalmente em 2009,  Velhmann e Yoann, cujo primeiro trabalho em conjunto foi,  Les géants pétrifiés de Spirou e Fantásio, foram finalmente seleccionados como a equipe oficial da série regular de Spirou e Fantásio, substituindo o duo Morvan e Munuera.

## Prêmios
- 2002: Íris, no Prix Saint-Michel por Le Marquis d'Anaon[4]
- 2002: Melhor argumento, no salão internacional de BD de Angoulême por Green Manor
- 2002: Melhor BD, no salão internacional de BD de Angoulême por Samedi et Dimanche
- 2005:  Melhor argumento, no salão internacional de BD de Angoulême por Le Marquis d'Anaon
- 2006: Nomeado para Melhor BD (língua francesa) no Prix Saint-Michel por Seuls[5]
- 2007: Prix des libraires BD, do Canal BD, por Les cinq conteurs de Bagdad[6]
- 2008: Nomeado para Melhor BD jovem, no Prix Saint-Michel por Seuls 3[7]

## Obras editadas
■ Des Lendemains sans nuage, Le Lombard, Bruxelas, 2001
    Argumento : Fabien Vehlmann - Desenho : Ralph Meyer & Bruno Gazzotti 

## Referencias
1. ↑  Anspach, Nicolas (25 de março de 2006). «Vehlmann & Meyer». ActuaBD (em francês). Consultado em 25 de setembro de 2008
2. 1 2  Illies Dzanouni (2002). «Interview: entretien avec Fabien Vehlmann». Auracan (em francês). Consultado em 25 de setembro de 2008
3. ↑  ToutenBD
4. ↑  «Site oficial 2002». Consultado em 1 de março de 2009. Arquivado do original em 27 de junho de 2008
5. ↑  «Site oficial 2006 (Nomeados)» (PDF). Consultado em 1 de março de 2009. Arquivado do original (PDF) em 21 de novembro de 2006
6. ↑  «Prix des libraires BD». CanalBD (em francês). Consultado em 25 de setembro de 2008
7. ↑  «De genomineerden 2008». Consultado em 15 de outubro de 2008. Arquivado do original em 22 de dezembro de 2008